# Scytodes trifoliata
Espèce
Scytodes trifoliata est une espèce d'araignées aranéomorphes de la famille des Scytodidae.

## Distribution
Cette espèce est endémique d'Afrique du Sud. Elle se rencontre dans les provinces du Mpumalanga, du KwaZulu-Natal et du Cap-Oriental.

## Publication originale
- Lawrence, 1938 : A collection of spiders from Natal and Zululand. Annals of the Natal Museum, vol. 8, no 3, p. 455–524.